# Mur des disparus en mer
Le Mur des disparus en mer est un lieu commémoratif de 25 plaques en bois situé à Ploubazlanec, dans les Côtes-d'Armor en Bretagne.

## Localisation
Mur de clôture occidental de l'ancien cimetière de Ploubazlanec. 

## Histoire
Le mur des disparus en mer de Ploubazlanec est le seul mur des disparus en mer au monde. Au milieu du 19e siècle, le quartier maritime de Paimpol est un des plus importants en France. En effet, jusqu'à l'entre-deux-guerres se développe la Grande pêche. Cela entraîne le déplacement de nombreux marins breton vers Terre Neuve et l'Islande. Les marins péchaient en général de la morue.
C'est en 1852, que la goélette "l'Occasion" quitte le port direction l'Islande. C'est la première goélette quittant le port de Ploubazlanec en direction des terres du Nord. Pendant 80 ans, ces navigations bien que créant un commerce rentable font de nombreux disparus endeuillant des familles entières. En tout, sont déclarés plus de 2000 hommes disparus et on dénombre 120 naufrages dont 70 goélettes. 
Entre 1852 et 1935, au moins un bateau sombre par an. Par exemple, en 1901, un ouragan provoque la mort de 117 marins.
Après le premier sinistre en 1859, des premières plaques apparaissent sur le mur ouest du cimetière en mémoire des marins disparus. Cette tradition se perpétue jusqu'en 1913. 

## Description
Ce lieu commémoratif compte 25 plaques de bois et de granite sur lesquelles sont peints des noms et des dates. On y trouve également des couronnes de perles et des croix peintes. Le mur où se trouvent ces plaques mesure une centaine de mètres et 2.5 mètres de haut. 
Concernant les plaques de bois, leurs dimensions sont généralement de 70 x 50cm. Les plaques les plus anciennes, faites de marbre, sont de dimensions différentes. 

## Restauration
Deux campagnes de restauration successives ont eu lieu en 1952 et 1972. 
En 1952, un deuxième mur voit le jour à partir de la réparation du premier mur. 27 plaques de bois peintes sont alors posés par la mairie où figure uniquement le nom des bateaux et le nombre de disparus. Cela montre une volonté de maintenir la tradition bien que les mémoires soit plus impersonnelles.
En 1972, de nouveau travaux ont lieu. À la suite de ces travaux, 25 plaques collectives sont reposées. Des plaques familiales de marbres sont également ajoutées entre ces plaques collectives. Ces derniers travaux de restauration correspondent toujours à l'état actuel du site.

## Galerie d'images

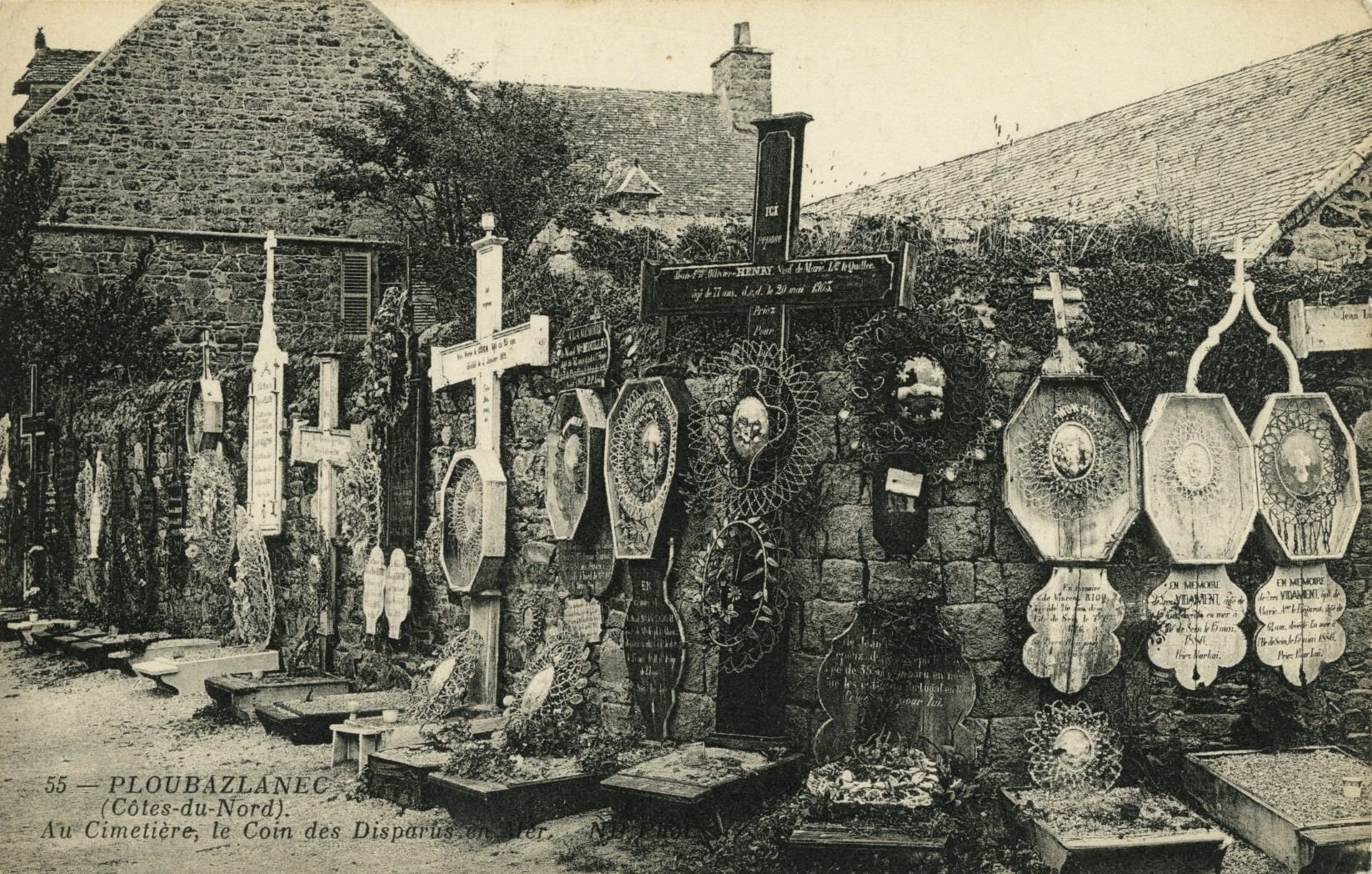
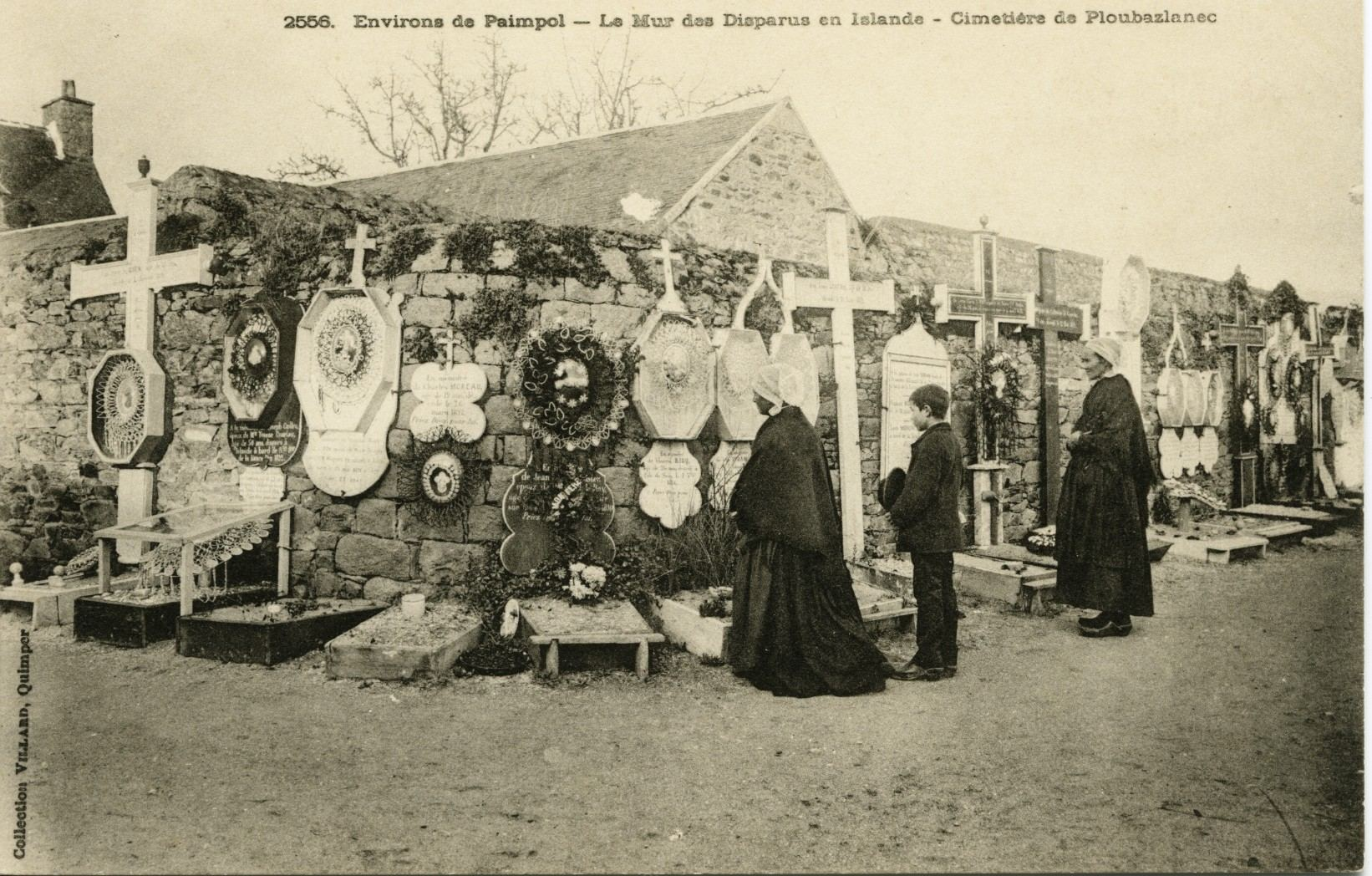
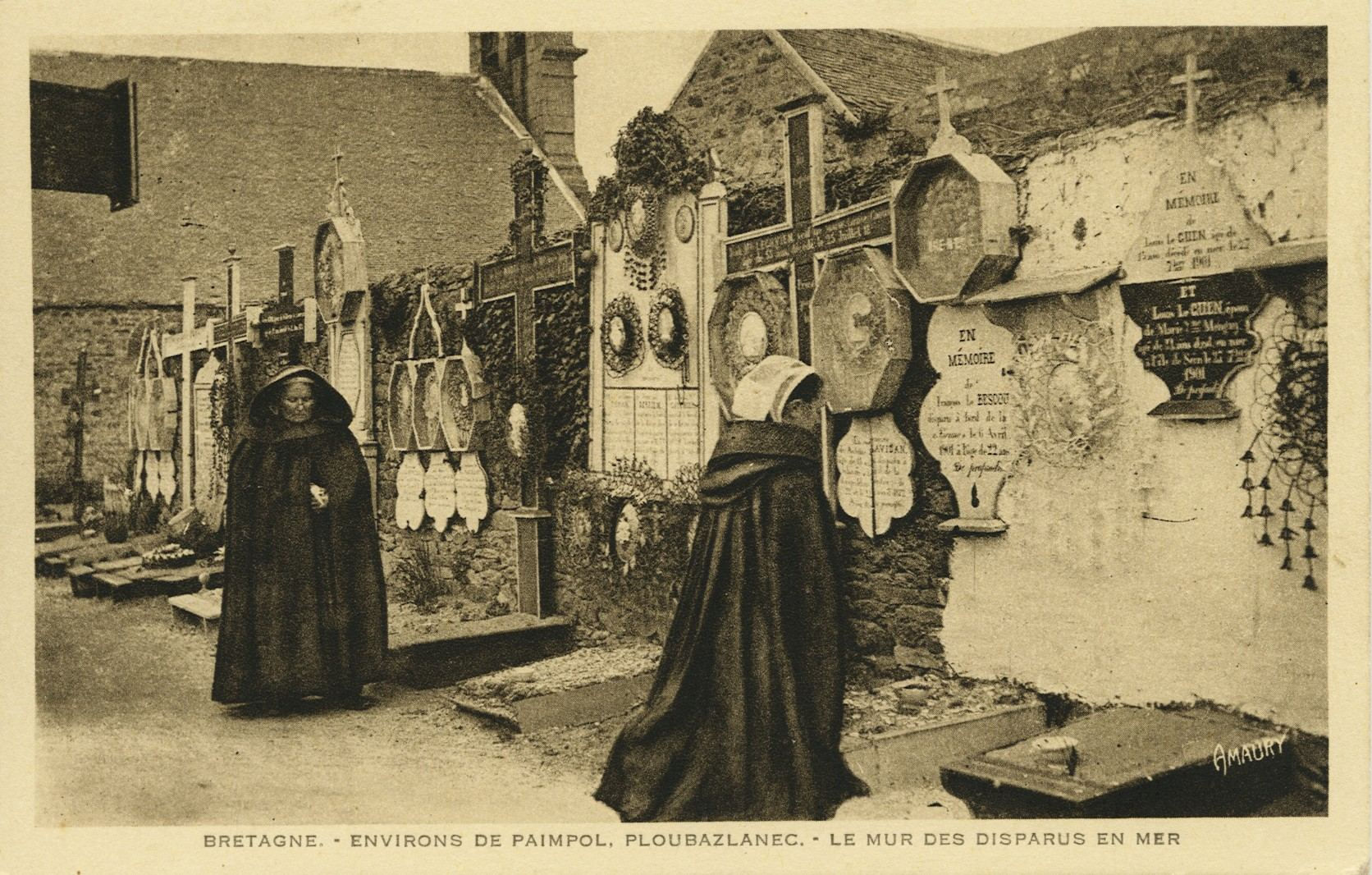
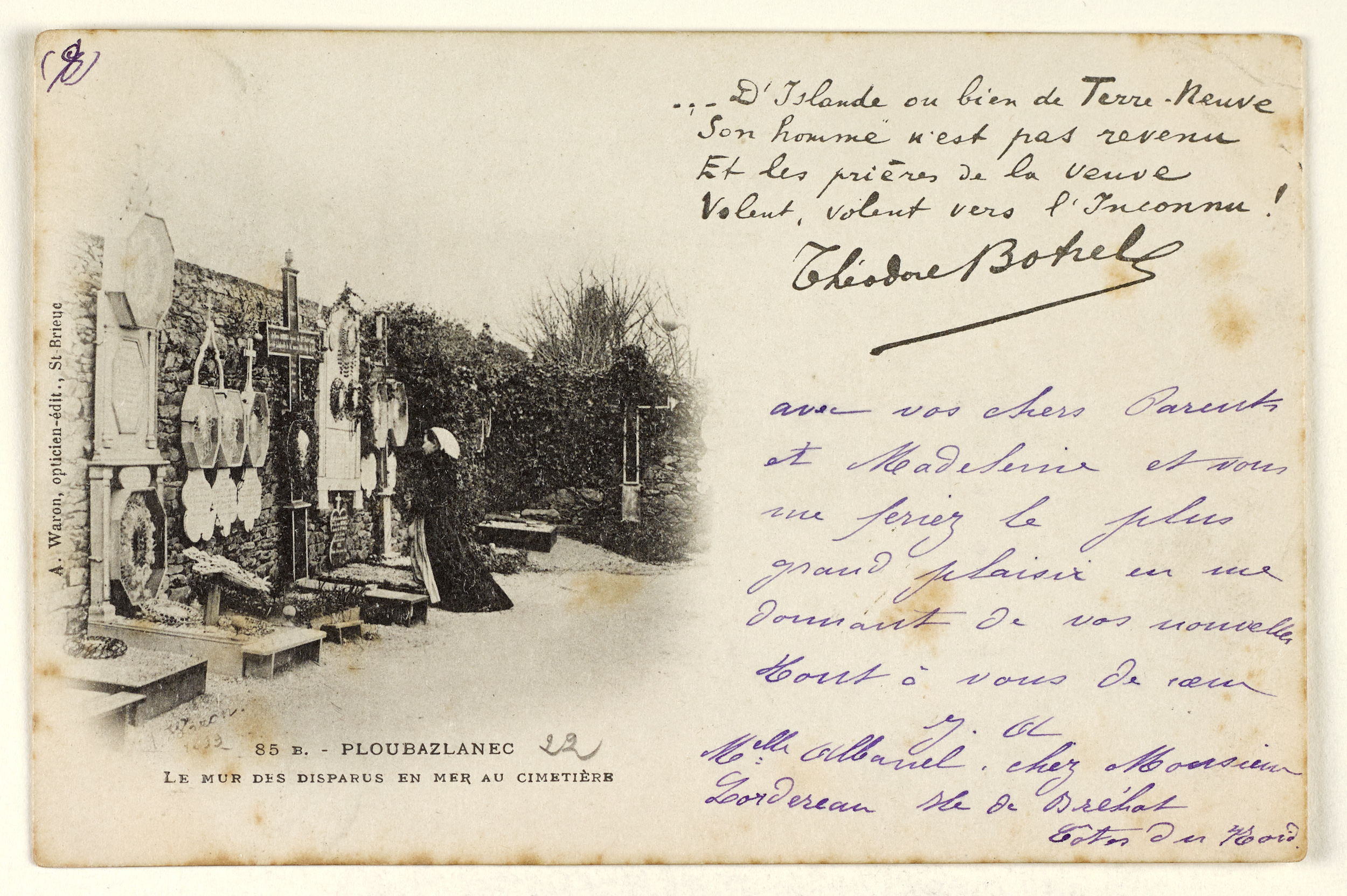
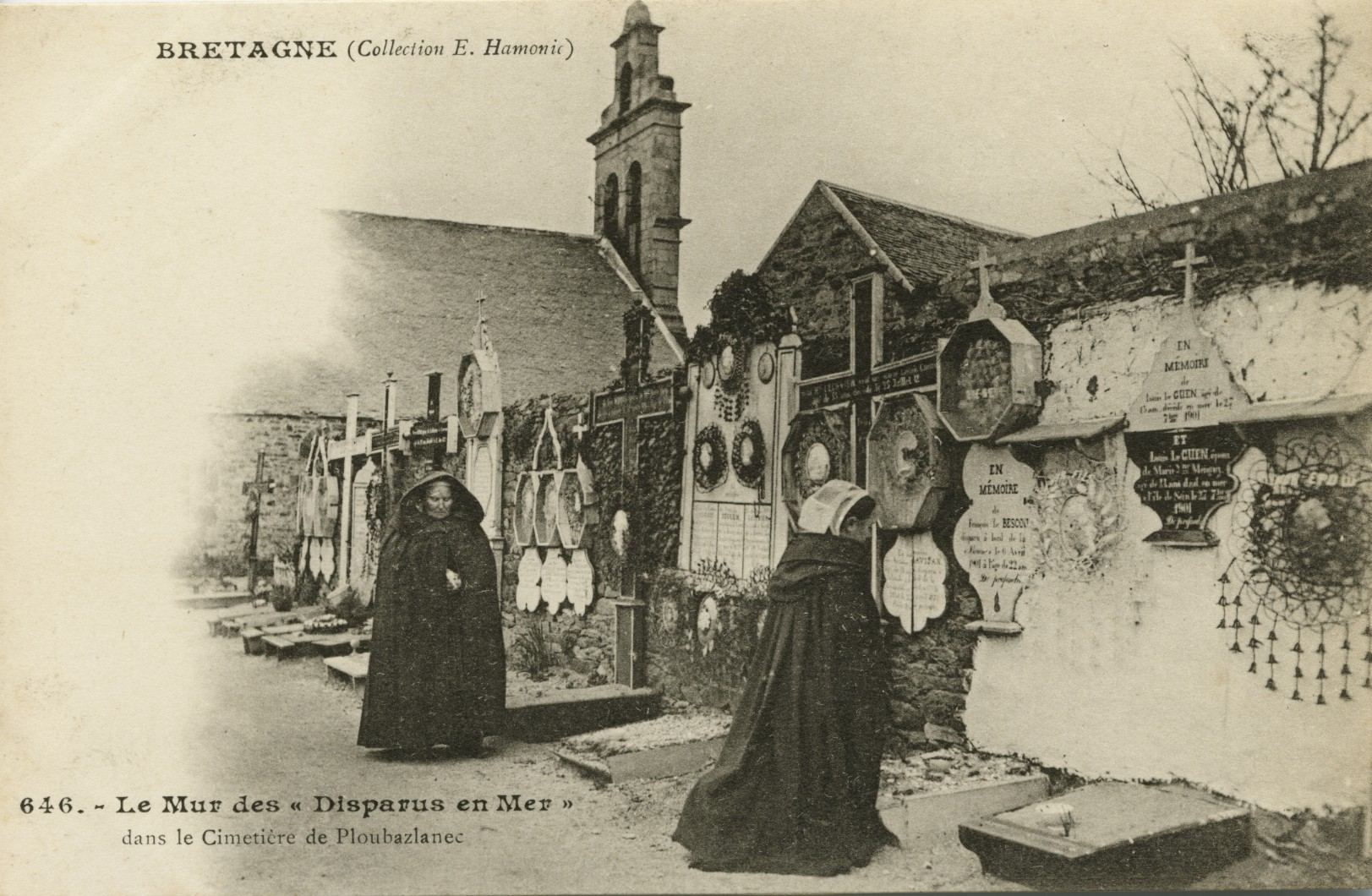